# Olabo
Olabo, även Mr Olabo, är en svensk klottrare och gatukonstnär. Han är inte utbildad vid någon konstskola utan började med graffiti som ung men gjorde ett uppehåll under knappt tio år. Han inspirerades då, omkring år 2008, av ett möte med den franska konstnären the Wa. De har senare samarbetat, bland annat i ett projekt under 2015 som var en hyllning till Marcel Duchamps verk Fountain och fick bära samma namn. Han inledde med att skriva Mr Olabo i ett typsnitt inspirerat av tidiga stålmannen tillsammans med stenciler och papperskopior av fotografier från hans farföräldrars ungdom men även på andra sätt, till exempel utformat som Coca-Colas logotyp och placera den på reklampelare. Hans två mest uppmärksammade verk är Hyenorna vid Stureplan och Positiv negativ.
Hyenorna vid Stureplan var fem stycken 100 kilogram tunga statyer av hyenor i betong som placerades på Engelbrektsplan vid Stureplan i Stockholm. Stureplan blev under 1990-talet samlingsplatsen för uppmärksammade delar av Stockholms nattliv och till verket fanns även en "artbestämmande" informationsskylt liknande sådana som finns på zoologiska trädgårdar som slog fast att "Stureplanshyenan" är nattaktiv, livnär sig på lättimponerade svennar samt räds solidaritet och gemenskap. Informationsskylten skrevs av gatukonstnären Folke som också hjälpte till att placera betonghyenorna. De stod bara en vecka mellan 30 juni och 7 juli 2011 men ledde till en längre debatt om Stockholm stads nolltolerans mot klotter, vilket innefattar i stort sett allt som placeras i det offentliga rummet utan tillstånd. Hyenorna visades vintern 2017 på gatukonstutställningen Kvadrart i Stockholm.
I samarbete med Gallery HL gjordes en separat utställning med namnet Positiv negativ, som baserades på två sammanlänkade verk. Det inleddes med att sågade ut sin signatur ur ett av Stockholms stads klotterskydd på en transformatorstation på Ekerö år 2009, två år senare målade han över en större reklamskylt med vit färg vid Slussen i Stockholm och skruvade upp de ursågade spjälorna, så att de återskapade hans signatur utan klotterskyddet. Utställningen kretsade kring de två verken och den dokumentation i form av bilder och video som han gjort under skapandet och den visades under hösten 2012.
Under hösten 2016 dekorerade han ett av rummen på Scandic Hotel Kurfurstendam i Berlin som en av femton svenska gatukonstnärer under deras projekt #artstayhere.
Vintern 2017 medverkar Olabo tillsammans med Akay i den internationella gatukonstutställningen Magic City – The art of the street, som äger rum på Magasin 9 i Stockholms Frihamn. 